# Captain America
Pour les articles homonymes, voir Captain America (homonymie), Steve Rogers et Rogers.
Steven « Steve » Rogers, alias Captain America est un super-héros évoluant dans l'univers Marvel de la maison d'édition Marvel Comics. Créé par le scénariste Joe Simon et le dessinateur Jack Kirby, le personnage de fiction apparaît pour la première fois dans le comic book Captain America Comics #1, paru en décembre 1940 mais avec la date de mars 1941 inscrite sur la couverture.
Conçu à l'origine comme une figure patriotique américaine en réaction au régime nazi, le personnage devient actif avant même l'entrée en guerre officielle des États-Unis dans la Seconde Guerre mondiale, en décembre 1941. Dès le début de sa publication, il est perçu comme le porte-drapeau des valeurs démocratiques de son pays et comme un défenseur du monde libre contre les totalitarismes, notamment le Troisième Reich.
Doté d'une condition physique au summum du potentiel humain, Captain America est un combattant hors pair, un chef-né et un stratège militaire accompli. Il porte un costume reconnaissable entre tous, inspiré du drapeau américain et est équipé d'un bouclier quasi indestructible, composé d'un alliage d'acier et du fictif vibranium, qu'il utilise comme une protection ainsi que comme une arme.
Depuis les années 1960, Captain America fait partie de l'équipe de super-héros les Vengeurs (Avengers, et ses diverses versions) dont il est devenu au fil des ans l’un des piliers.
En 2011, Captain America est classé par le site de référence IGN en sixième position du « Top 100 Comic Book Heroes of All Time », en 2012 second dans leur classement du « Top 50 Avengers » et en 2014 second dans leur classement du « Top 25 best Marvel superheroes ».
Dans l'univers cinématographique Marvel, le personnage de Captain America est interprété par l'acteur Chris Evans à partir du film Captain America : First Avenger (2011) jusqu'à Avengers : Endgame (2019), à la fin duquel il charge le Faucon (interprété par Anthony Mackie) de poursuivre son œuvre, ce dernier se glissant dans ce rôle au terme de la série Falcon et le Soldat de l'Hiver (2021).

## Historique de la publication

### Création du personnage
| |  |  |
| À gauche, Jack Kirby (photographié en 1992) et, à droite Joe Simon (photographié en 2006), les deux créateurs du personnage de Captain America. |  |  |

Au début de l'année 1940, le scénariste Joe Simon et le dessinateur Jack Kirby commencent à travailler pour la maison d'édition Timely Comics, une société qui possède déjà deux personnages-vedettes à son actif : Namor (« the Submariner ») l'atlante et un androïde nommé Human Torch (la première Torche humaine). Leur succès est important, même s'il n’est en rien comparable à Superman ou Captain Marvel de la concurrence.
Chez Timely, Simon et Kirby produisent plusieurs bandes dessinées et inventent de nombreux héros : Red Raven, Comet Pierce, Mercury, the Vision, mais aucune de ces créations ne sort du lot.
À l’époque, les tensions internationales qui préfigurent une guerre prochaine et la situation des juifs en Allemagne nazie, qui touche particulièrement Simon, Kirby et Martin Goodman (éditeur et propriétaire de Timely Comics), tous trois juifs, poussent à la création d'un nouveau super héros patriotique. Ce projet est d'autant plus valable que d'autres héros patriotiques existent déjà, comme The Shield, et que ceux-ci rencontrent le succès. Simon et Kirby vont donc s'atteler à la tâche et créer ce nouveau héros pour Timely.

### Premières aventures
Le personnage de Captain America fait sa première apparition dans le comic book Captain America Comics #1, qui paraît le 20 décembre 1940,. Apparaissent aussi dès ce premier numéro son coéquipier adolescent Bucky (James Barnes) et le super-vilain nazi Crâne rouge, dans une histoire écrite par Ed Herron. Ce premier épisode connaît un énorme succès, avec des ventes qui dépassent le million d'exemplaires.
Le seul problème qui apparaît est la menace d'une poursuite en justice de la part de John Goldwater, l'éditeur de « MLJ Comics » et propriétaire de la série The Shield. Celui-ci accuse les auteurs de Timely de s'être inspiré de son héros pour créer le bouclier en forme d'écu de Captain America. Avec l’accord de Simon et Kirby, la réponse de Goodman est immédiate : le bouclier devient rond dans les épisodes suivants (dès Captain America Comics #2 paru le 10 février 1941).
Le succès du comics est tel que Goodman décide de proposer dès le mois suivant une seconde bande dessinée du même genre, U.S.A comics, qui reprend tous les ingrédients de Captain America : un adolescent qui seconde le héros (sidekick), des nazis prêts à tout pour détruire les États-Unis et une couverture de Simon et Kirby.
Les dix premiers numéros de Captain America Comics sont dessinés par Simon et Kirby, mais ils font aussi appel à d'autres artistes pour l'encrage comme Syd Shores, George Roussos, Bernie Klein ou Reed Crandall, ainsi qu'à des scénaristes tels que Otto Binder, Ed Herron ou Stan Lee. C'est d'autant plus nécessaire qu'un nouveau comic patriotique est créé par Simon et Kirby : The Young Allies comics mettant en vedette Bucky, Toro (l'acolyte de Human Torch) et un groupe de jeunes gens patriotes.
Captain America apparaît aussi dans le trimestriel All Winners Comics. C'est dans ce comics qu'il fait partie de l'équipe du All-Winners Squad (en) (l'« Escouade des vainqueurs » en VF) avec Human Torch, Namor, le Bolide et Miss America.
Le dixième numéro de Captain America Comics est le dernier réalisé par Simon et Kirby car, à la suite d'un différend d'ordre financier avec Martin Goodman, les deux artistes cessent de travailler pour Timely et partent pour le concurrent National Comics (l'ancêtre de DC Comics) où ils créent d'autres comics patriotiques, tels que Boys Commando.

### Les années 1950
Après la Seconde Guerre mondiale, les ventes du comic-book — comme celles de la majorité des séries de super-héros, alors passées de mode — diminuent fortement. Les auteurs tentent de renouveler le titre en abandonnant Bucky et en le remplaçant par une jeune femme, un amour de jeunesse du Captain nommée Betsy Ross (en), alias « Golden Girl ». Après Captain America Comics #73 de mars 1949, le titre aussi est changé en Captain America's Weird Tales pour deux numéros, mais tout cela ne sert à rien et le titre est finalement arrêté au #75.
En 1954, Timely tente de relancer la bande dessinée mais en opposant cette fois Captain America aux communistes, dans le contexte de la guerre froide. Le titre de la série est d'ailleurs surmonté du slogan « Captain America, Commie Smasher ». Cette nouvelle version est un échec commercial, les lecteurs n'étant plus intéressés par des comics à la propagande grossière et, au bout de trois épisodes, le comic-book prend fin avec le numéro 78.

### Résurrection du titre

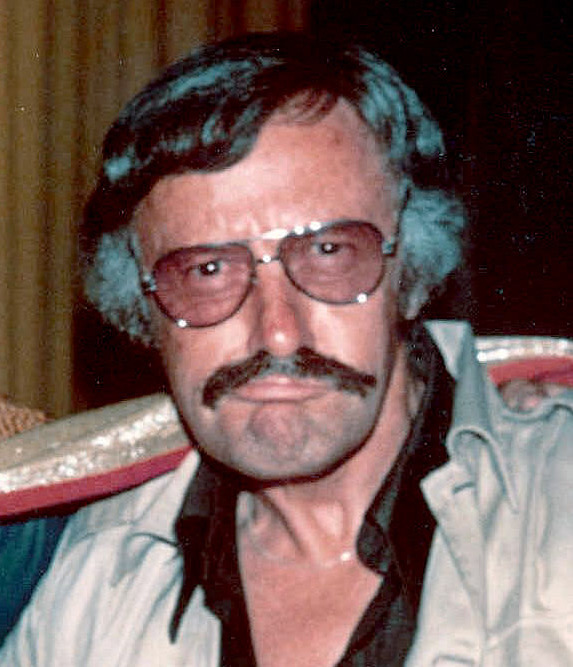
Stan Lee en 1975.

En novembre 1963, le scénariste Stan Lee et le dessinateur d'origine Jack Kirby ressuscitent Captain America dans le quatrième épisode de la série Avengers (publié en France en juin 1972 dans Eclipso no 19). Timely a, entre-temps, changé de nom. L'éditeur s'appelle désormais Marvel Comics.
Captain America est retrouvé en état d'hibernation par l'équipe des Vengeurs (Composée à l'époque de Thor, Iron-Man, la Guêpe et Giant-Man), ce qui permet d'expliquer pourquoi le personnage n'a pas vieilli depuis la guerre. Ce n'est d'ailleurs pas la première résurrection des héros de la Seconde Guerre mondiale, Namor le Prince des mers ayant déjà été réutilisé en février 1962 dans la série Les Quatre Fantastiques. Par la suite, Captain America devient l'un des principaux héros de l'univers Marvel : tout en devenant un pilier de l'équipe des Vengeurs — puis, bien plus tard, des New Avengers — il est à nouveau le héros de sa propre série (D'abord dans Tales of Suspense #59 en novembre 1964 puis en recommençant avec Captain America #100 en avril 1968).
Le personnage a cependant du mal à s'adapter à l'époque contemporaine, comme à accepter la mort de Bucky. Les auteurs font en outre réapparaître son antagoniste Crâne rouge — dont on révèle qu'il était lui aussi en animation suspendue depuis la guerre — qui redevient l'un des méchants les plus récurrents de la nouvelle série Captain America. Les scénarios de la série s'efforcent de refléter les évolutions de la société : Captain America rencontre ainsi en 1969 un jeune noir, Sam Wilson, qu'il forme pour en faire un super-héros et qui devient son partenaire sous le nom du Faucon. Pendant plusieurs années, la série s'intitule Captain America et le Faucon, les deux héros étant mis sur un pied d'égalité. Par ailleurs, Stan Lee établit dans ses scénarios que Captain America est demeuré en hibernation depuis 1945, ce qui équivaut à passer sous silence les épisodes publiés entre 1945 et 1954.

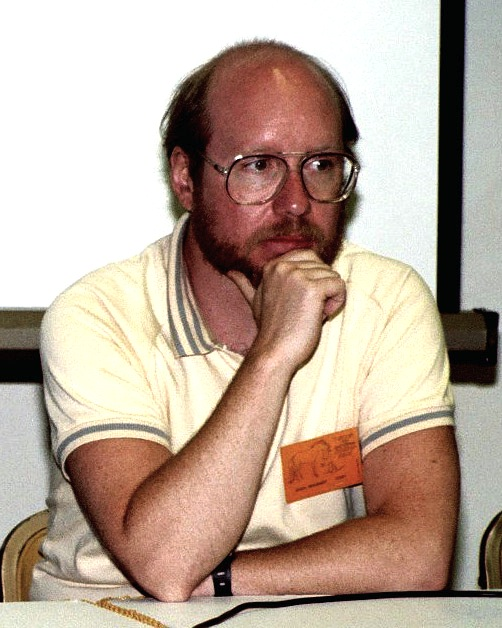
Steve Englehart en 1982.

Dans les années 1970, le scénariste Steve Englehart résout cette incohérence en rattachant ces épisodes à la série, par le biais d'une « continuité rétroactive ». Dans un épisode publié en 1972, il est révélé que pendant que le Captain America des origines était en animation suspendue et présumé mort, un autre homme a su recréer le sérum du super-soldat pour reprendre le costume du héros : ce serait cet homme — accompagné d'un comparse qui tenait le rôle de Bucky — qui serait apparu dans les épisodes des années 1950. Cette histoire est pour Englehart l'occasion d'aborder le rôle du héros sous un angle critique, lorsque Captain America est confronté à son imposteur des années 1950, devenu un extrémiste fou. Deux autres personnages seront rétroactivement révélés avoir été Captain America après la guerre.
Plus largement, Englehart, qui débute alors en tant que scénariste répond aux attentes des responsables éditoriaux de Marvel, en menant en même temps une réflexion sur le rôle que doit occuper un héros patriotique dans la société de l'époque. Avec la saga de l’Empire secret (Secret Empire), Englehart fait écho au scandale du Watergate en mettant en scène une organisation qui tente de prendre le pouvoir aux États-Unis par un coup d'État, et dont le chef se révèle être le président des États-Unis (Englehart avoue que, au début, il avait prévu une histoire sur la corruption des médias, mais que le Watergate a justement dirigé la fin du récit vers une portée différente). Pendant plusieurs épisodes, Captain America, qui a perdu confiance dans son rôle, prend le nom du « Nomade » (Nomad), une nouvelle identité qu'il veut apatride. Il finit cependant par reprendre son costume traditionnel.
Jack Kirby, co-créateur du personnage, reprend les rênes de la série après Englehart, en assurant à la fois le scénario et les dessins. Mais son passage ne convainc pas les lecteurs.
Au début des années 1980, Captain America est confié à plusieurs équipes éditoriales successives : Roger Stern (scénario) et John Byrne (dessins) assurent une dizaine d'épisodes, très bien accueillis par les lecteurs. C'est ensuite au tour du scénariste J. M. DeMatteis — avec principalement Mike Zeck aux dessins — qu'est confiée la série pendant plusieurs années. DeMatteis s'efforce de complexifier et d'humaniser le personnage, effort poursuivi par Mark Gruenwald qui assure les scénarios de la série pendant dix ans, de 1985 à 1995.
Gruenwald lance notamment un arc scénaristique qui s'étend des épisodes 332 à 350, durant lequel Steve Rogers est forcé par le gouvernement américain d'abandonner son rôle de Captain America, qui est alors confié à un autre héros soi-disant « patriotique », John Walker (futur U.S. Agent), alias le « Super Patriote », qui se révèle brutal et borné. Rogers doit alors adopter un nouveau costume « neutre » et se fait appeler « le Captain » (the Captain), tandis que le nouveau Captain America discrédite progressivement l'image du héros par ses actions irréfléchies. Mais le Captain America d'origine finit par récupérer son rôle.

Un acteur interprétant Captain America au Pentagone à Washington D.C., en avril 2005.

Au nombre des scénaristes qui ont travaillé sur la série Captain America, on trouve notamment Mark Waid, dont les deux passages (1995-1996, 1998-1999, principalement avec le dessinateur Ron Garney), très appréciés par les fans, ont été coupés par la décriée version Heroes Reborn (Captain America vol. 2), lancée par Rob Liefeld. Dan Jurgens succède à Waid, avant que la série ne soit relancée sous le label Marvel Knights (volume 4). Les équipes artistiques se succèdent alors, sans réussir à se stabiliser.
En 2004, le scénariste Christopher Priest lance la série Captain America & The Falcon qui réunit Captain America et son ancien partenaire, le Faucon, mais qui ne dure que 14 épisodes. La série Captain America est de nouveau relancée en 2005, avec au scénario Ed Brubaker et revient sur les moments marquants de l'histoire du personnage, avec beaucoup de succès et en introduisant une nouvelle donne dans la vie du héros.

### En France
En France, le personnage fait sa première apparition dans la bande dessinée Aventures Fiction no 21 en juillet 1971, avant d'être publié par Arédit/Artima dans plusieurs revues (Eclipso, Captain America, Hulk, Thor, etc.), d'abord en petit format noir et blanc, puis en albums couleurs au début des années 1980.
En juin 1986, l'éditeur Artima (avant de fermer boutique en 1987) arrête la parution de la série avec le numéro #257 de la série Captain America (en version française, Nouvelle formule no 4, épisode « Souvenirs, Souvenirs.. »).
Il faut attendre février 1996, avec la reprise de la licence Marvel par l'éditeur Panini pour que la série fasse son retour en France, dans la revue Avengers (vol. 1) avec le numéro #444, les éditions Lug/Semic ne traduisant durant ce laps de temps que la suite d'épisodes « Streets Of Poison » parue aux États-Unis dans Captain America (vol. 1) #372-378, publiée en France dans Titans no 165-170.
Il en résulte une absence de la série Captain America des linéaires français durant dix ans, le lectorat français ne pouvant pas lire la prestation de l’équipe J. M. DeMatteis / Mike Zeck, ni les dix années sur le titre effectuées par Mark Gruenwald.

## Biographie du personnage

### Origines

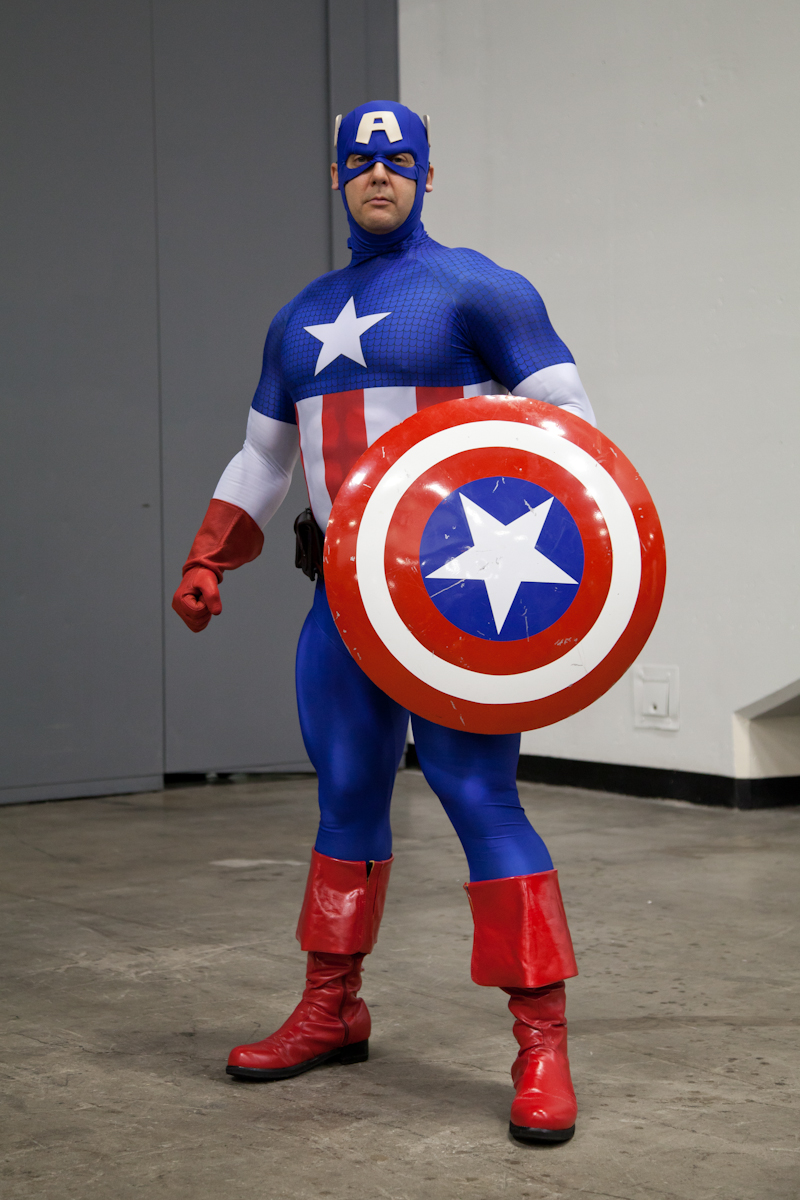
Cosplay de Captain America.

Steven « Steve » Rogers naît le 4 juillet 1917, selon la version donnée dans The Adventures of Captain America, Sentinel of Liberty publié en 1991 dans le quartier du Lower East Side (de l'arrondissement de Manhattan) à New York, de parents immigrés irlandais pauvres, Joseph et Sarah Rogers, et grandit pendant la Grande Dépression.
Le père de Rogers, un alcoolique chronique, meurt quand celui-ci est enfant. Le jeune Steve passe une jeunesse fragile et artistique, avec un amour pour l'imagination (il a un don pour le dessin). Il est souvent protégé contre les autres enfants qui l'oppriment par son ami Arnold « Arnie » Roth. Diplômé durant sa dernière année de lycée, Steve perd sa mère, atteinte d'une pneumonie. Au début de 1940, avant l'entrée dans la Seconde Guerre mondiale de l'Amérique, Rogers est un étudiant aux beaux-arts, de grande taille mais malingre, spécialisé dans l'illustration ainsi qu'un auteur et un dessinateur de bande dessinée.
Alors que la Seconde Guerre mondiale fait rage en Europe, le jeune Steve Rogers n'aspire qu'à une seule chose : combattre le nazisme en s'enrôlant dans l'armée. Le jugeant trop maigre pour faire un soldat, les médecins militaires de l'US Army le réforment. Pourtant, la détermination de Rogers est telle qu'un officier, le général Chester Phillips, le remarque et lui propose de participer à une expérience secrète dans un laboratoire à Washington, le « Projet Renaissance » (« Project: Rebirth » en VO). Rogers est alors utilisé comme un cobaye pour le projet « Super-Soldat », recevant un sérum spécial, le « Sérum du Super Soldat » (ou S.S.S.), conçu par le docteur Josef Reinstein (celui-ci ayant pris lors du projet le nom de code d'Abraham Erskine (en)). Ce sérum, combiné à une irradiation (le « Vita-rayon », pour stabiliser l’effet du sérum), pourrait transformer un être chétif en super-soldat. Steve Rogers, prêt à tout, accepte de tenter cette expérience hasardeuse.
L’expérience est un succès et transforme Rogers en un être humain presque parfait, avec une force, une agilité, une endurance et une intelligence à l'apogée du potentiel humain. Le succès du programme incite Erskine à penser à la réplication de l'expérience sur d'autres êtres humains. Mais, au même moment, Heinz Kruger, un espion nazi infiltré parmi les officiels regardant l'expérience, fait irruption dans la salle d'expérience et abat le professeur Reinstein, le seul à connaître la formule du Super-Soldat. Captain America, dans son premier acte après sa transformation, venge Erskine. Par la suite, il subit un programme d’entraînement militaire et physique intensif. Le processus lui-même a été détaillé de manière incohérente. Tandis que dans l'histoire originale, Rogers était montré recevant des injections de Super-Sérum, lors de la version racontée dans les années 1960, le Comics Code Authority avait déjà mis un veto sur la description graphique de la consommation et de l'abus de drogues, et donc le Super-Sérum a été changé en une formule orale. Les explications données plus tard font allusion à une combinaison de traitements par voie orale et intraveineuse avec un régime d'entraînement intense, aboutissant à l'exposition Vita-Rayon.
Erskine refusa d'écrire chaque élément crucial du traitement, laissant derrière lui une connaissance imparfaite et erronée des étapes. Ainsi, lorsque l'espion Heinz Kruger l'a tué, la méthode d'Erskine pour créer de nouveaux super-soldats s'est éteinte avec lui. Les ressources du Projet Renaissance furent finalement intégrées dans un projet international de recherches sur les super-soldats, rebaptisé Weapon Plus. Cependant, les tentatives ultérieures pour récréer la formule du Sérum du Super Soldat ont le plus souvent abouti à la création de super-vilains psychopathes, les exemples les plus notoires étant l'imposteur de Captain America dans les années 1950 et le psychopathe Nuke.
Steve Rogers est ensuite enrôlé dans l'armée en tant que simple soldat, pour mieux suivre les combats et y participer en tant que Captain America, devenant rapidement un symbole pour ses camarades. Il a pour allié un jeune comparse, James Barnes, surnommé « Bucky ». Sa première mission consiste à arrêter l’agent nazi Crâne rouge ; à cette occasion, il reçoit son costume bleu-blanc-rouge de Captain America, conçu grâce à ses propres esquisses. Rogers a également reçu l'identité de couverture d'un soldat d'infanterie maladroit au Camp Lehigh. Ses premiers adversaires incluent Crâne rouge lui-même, ainsi que George Maxon, un agent de Crâne rouge qui se faisait passer pour lui, et les Vernichtungs Kommandos, résultat des tentatives des nazis pour recréer le sérum du super-soldat d'Erskine.
Après être devenu avec succès Captain America, Rogers a ensuite été soumis à un programme expérimental de conditionnement mental qui a conditionné son esprit à accepter de fausses informations sur la famille de Walter Rogers au cas où il serait capturé par l'ennemi et forcé de révéler des informations classifiées. Dans le cadre du conditionnement, Rogers croyait que son vrai nom était Grant Rogers, qu'il avait un frère nommé Michael qui était mort à Pearl Harbor, et qu'en raison de ses parents diplomates, il avait reçu une classe supérieure dans l'armée et la position de Captain America. Ce ne serait que bien plus tard dans la vie que Rogers se souviendrait du conditionnement et de sa véritable histoire.

### Parcours
| |  |  |
| Bouclier originel de Captain America (décembre 1940, à g.) et ère moderne (à partir de février 1941 jusqu'à 1949, à droite). |  |  |

Lors de ses premières aventures, Steve Rogers porte un bouclier en forme d'écu en acier,; c’est avec lui qu’il se rend en mission au Wakanda où il se lie d’amitié avec le dirigeant du pays, T’Chaka (le père de T'Challa), et obtient un échantillon du métal vibranium. En retour, Rogers donne à T'Chaka son bouclier en forme d'écu en gage de sa confiance. Par la suite, des expériences avec ce métal sont faites par un métallurgiste américain, le docteur Myron MacLain (en), et produisent un disque unique et indestructible composé d'un alliage d’acier et de vibranium ; cependant, le savant n’arrive pas à le reproduire. Ce disque métallique est alors donné à Captain America et lui fait office de nouveau bouclier ; au fil des décennies suivantes, les efforts de MacLain pour retrouver la formule de cet alliage l’amènent finalement à mettre au point l’adamantium par rétro-ingénierie.
Vers la fin du conflit, Captain America, en compagnie de son fidèle allié Bucky tente de désamorcer un missile envoyé sur les États-Unis par le baron Zemo, mais celui-ci explose en vol. Si Bucky est laissé pour mort, Captain America sombre dans les eaux arctiques et reste inanimé dans un état comparable à une cryogénisation, le sérum du Super Soldat empêchant la cristallisation des fluides de son corps,. Il semble revenir dans les années 1950 et combat des communistes, mais ce retour est de courte durée et plus tard on apprend que ce Captain America était un imposteur. Le vrai Captain n'est réveillé que bien plus tard dans les années 1960, lorsqu'il est repêché par l'équipe de super-héros les Vengeurs, dont il devient par la suite un membre indéfectible et un pilier de l’équipe.
En 1969, il rencontre un nouveau partenaire, Sam Wilson, qui prend plus tard le nom de Faucon et devient un allié important de Captain America. Le symbole est l'Amérique blanche et noire combattant les forces du mal.
En 1974, à la suite d'une enquête sur l’organisation subversive connue sous le nom de l'Empire secret, Rogers, dégoûté par la corruption au sein du gouvernement des États-Unis et, après beaucoup de réflexion, abandonne son titre de Captain America pour prendre celui du Nomade (« Nomad » en VO), abandonnant son bouclier à son remplaçant, Roscoe Simons,. Quand il retrouve le corps de Roscoe pendu par Crâne rouge, qui avait découvert que celui-ci n’était pas son ancien ennemi, Rogers se rend compte qu’en abandonnant son identité de Captain America il a laissé tomber le peuple des États-Unis. Il jette son uniforme de Nomad et se prépare à affronter Crâne rouge de nouveau en tant que Captain America.
En 1987, Rogers est informé par la Commission sur les activités surhumaines qu’il n’a jamais été officiellement démis de ses fonctions de soldat de l’Armée américaine, et reçoit un important arriéré de salaire datant de la fin de la Seconde Guerre mondiale. Il utilise cette somme pour établir un service de ligne directe pour l’aider à se tenir au courant des activités criminelles. Toutefois, la Commission exige de Rogers, en tant que membre « actif » des forces armées des USA, qu'il reprenne son service comme agent dirigé par le gouvernement. Ne pouvant plus se contenter de suivre les ordres en tant que simple soldat, surtout après les événements du gouvernement qui l’ont conduit à devenir Nomad, Rogers démissionne une nouvelle fois de son rôle de Captain America, abandonnant son bouclier au nouveau Captain America, John Walker, qui s’était déjà heurté à Rogers auparavant sous l'identité du « Super-Patriote ». À cette époque, Rogers utilise un bouclier en adamantium fabriqué par Tony Stark et, adoptant un nouveau costume, il continue ses aventures comme le Captain.
Peu de temps après, les Vengeurs sont temporairement dissous faute de membres actifs. En tant que Captain, Rogers dirige une nouvelle formation de Vengeurs composée de Thor, Gilgamesh et des recrues temporaires, Mr Fantastique (Red Richards) et la Femme invisible (Jane Storm) des Quatre Fantastiques. Mais Red, étant lui-même habitué à diriger, des conflits de leadership interviennent entre les deux ; finalement, les deux Fantastiques décident de quitter les Vengeurs. À la même période, le Captain dirige également une équipe officieuse sans nom, qui l’accompagne lors de plusieurs missions. Avec le Faucon (Sam Wilson) et Nomad (Jack Monroe), le groupe comprend parfois Demolition-Man (Dennis Dunphy) et Vagabond (Priscilla Lyons).
Il est découvert plus tard que Crâne rouge avait manipulé la Commission. Le Captain et Nomad affrontent alors Captain America (John Walker) et son Bucky (Lemar Hoskins). Réglant finalement leurs différends, Rogers et Walker s'unissent pour affronter Crâne rouge. Après les événements et actes accomplis par Walker en tant que Captain America, celui-ci démissionne de son poste et la Commission demande à Rogers de reprendre son rôle de Captain America. Rogers refuse tout d'abord, mais accepte après que Walker le supplie de le faire. Plus tard, Walker est apparemment tué, mais réapparaît ensuite sous une nouvelle identité après une opération de chirurgie plastique, avec la nouvelle identité de « Jack Daniels », portant l’uniforme et le bouclier du Captain en tant qu'U.S. Agent.
À un moment donné dans les années 1990, Steve Rogers survit à l’explosion d’un laboratoire de méthamphétamine mais les effets chimiques de l’explosion réagissent dangereusement avec son sérum du Super Soldat, le rendant paranoïaque. Pour éliminer le problème, le Dr Hank Pym enlève le sérum du corps de Captain America grâce à une transfusion totale. Rogers s'entraîne ensuite constamment pour maintenir une condition physique optimale. Il découvre que le sérum n’est pas qu'un médicament, mais aussi un virus qui occasionne un changement biochimique et génétique de son corps. Cela explique en outre comment Crâne rouge, qui avait à l’époque un corps cloné à partir des cellules de Rogers, possédait également le sérum du Super Soldat dans son corps.
Pendant l’opération « Galactic Storm », le dirigeant extraterrestre de la race Kree, l'Intelligence suprême (en), organise secrètement la fabrication d'une « Nega-Bombe », un dispositif produisant un type spécial de radiations collectées dans la Zone négative qui explose dans la galaxie Kree, espérant que ces énergies réactiveraient le potentiel génétique de la race Kree. Mais, au cours du processus, des milliards de Kree sont tués. Cela conduit un groupe de Vengeurs mené par Tony Stark (influencé par Immortus) à décider d’exécuter l’Intelligence suprême pour génocide, contre la volonté de Steve Rogers.
En raison de sa biochimie altérée, le corps de Steve Rogers commence à se détériorer. À cause de son état, il porte alors une veste tactique dans l’espoir que quelques équipements supplémentaires l’aideront en cas d’urgence. Mais, devenant paralysé, Tony Stark lui implante une biopuce dans le corps pour l’aider à se déplacer. Pendant un certain temps, Rogers porte un exosquelette motorisé conçu par Tony Stark et le Dr Hank Pym, qu'il ne peut enlever pour finalement se retrouver en animation suspendue. Après une transfusion sanguine de Crâne rouge, qui guérit son état et stabilise le virus du Super Soldat dans son organisme, Captain America revient à la fois au combat contre le crime et chez les Vengeurs.
Rogers combat ensuite l’entité psychique appelée Onslaught, étant l’un des Vengeurs qui ont apparemment donné leur vie pour absorber l’énergie de la créature. En réalité, ils (les Vengeurs et les Quatre Fantastiques) ont été envoyés dans une dimension alternative créée par Franklin Richards. Après plusieurs mois dans ce monde, les héros réalisent que c'est un leurre et s'échappent.
À partir de 2006, le passage d'un texte de loi obligeant les super-héros à s'enregistrer auprès des autorités (la loi Superhuman Registration Act (en)) pousse Captain America à s'y opposer par la force et à mener la rébellion dans Civil War, une parabole sur les attaques contre les libertés individuelles aux États-Unis, la guerre d'Irak et la prison de Guantanamo ; le Vengeur Iron Man a un rôle déterminant dans cette histoire. De plus, son pire ennemi, Crâne rouge, lui aussi revenu à l'époque contemporaine, orchestre la mort du Captain.

### Décès temporaire
Lors de la série The Death of Captain America (Captain America (vol. 5) #25-42, 2007-2008), faisant suite à la série Civil War, le héros au bouclier est abattu par un tireur embusqué, Crossbones, en entrant dans le New York County Courthouse. Sa petite amie Sharon Carter l'achève, car elle a subi un lavage de cerveau de la part du Docteur Faustus, un des pires ennemis de Captain America et un allié de Crâne rouge.
Par la suite, pendant le retour de Hulk sur terre, Tony Stark demande à l'ancien Œil-de-faucon de prendre le bouclier du Captain et d'incarner à son tour le symbole de l’Amérique, mais celui-ci refuse. Cependant, Bucky, revenu d'entre les morts et qui agissait dans l'ombre depuis des années sous l'identité du Soldat de l'hiver, accepte l'offre de Stark, estimant qu'il est le seul capable d'incarner Captain America, étant la personne la plus proche de Steve Rogers ; c'était aussi primordial pour lui, du fait que le Punisher avait endossé le costume du Captain pendant une aventure.
James Barnes, le protégé de Captain America, reprend alors le flambeau. En 2008, la résurrection du héros n'est pas encore à l'ordre du jour, mais un Captain America, ayant voyagé dans le temps depuis l'époque des Envahisseurs (pendant la Seconde Guerre mondiale), apparaît dans la série Avengers / Invaders.
Depuis janvier 2008, Bucky reprend l'identité de Captain America, Tony Stark lui léguant le costume et le bouclier du Captain, à la suite de la demande posthume de Steve Rogers dans une lettre, bien que Iron Man ait auparavant proposé le rôle à Clint Barton, alias Œil-de-Faucon. Frank Castle (le Punisher) a aussi endossé brièvement l’identité de Captain America (avec un costume personnalisé avec une tête de mort) pour « s'occuper » du cas d'un néo-nazi, le nouveau Maître de la haine, lui-même affublé d'un costume de Captain America, « façon » nazie.
Les héros doivent faire face ensuite à une invasion des Skrull, durant la série Secret Invasion. Les Vengeurs Secrets sont envoyés en Terre sauvage où un vaisseau Skrull s'est écrasé. En sortent divers héros de l'Âge d'argent, dont certains avec leurs costumes des années 1980. Parmi eux, Captain America qui, selon tous les héros présents, est le véritable Steve Rogers mais ce n'est en fait qu'un Skrull (Pitt'o Nili) découvert et tué par Shanna.
Le grand retour de Captain America arrive le 1er juillet 2009 outre-Atlantique, dans la mini-série Captain America: Reborn (en) de Ed Brubaker et Bryan Hitch. L'histoire révèle que Steve Rogers n'est en fait pas mort mais que l'arme que Sharon Carter a utilisé contre lui a en réalité entrainé Rogers à travers le temps et l'espace, son esprit étant envoyé dans un corps durant des évènements de son passé. Crâne rouge ramène Rogers dans le présent et prend le contrôle de son corps et de son esprit. Captain America reprend finalement le contrôle de lui-même, et avec l'aide de ses alliés, défait Crâne rouge, ce dernier étant laissé pour mort. Lors de l'épisode « Captain America: Who Will Wield the Shield? », épilogue de la mini-série, Rogers laisse le titre de Captain America à Bucky, à la suite d'une vision du futur où il voit Bucky (sous l'apparence du Soldat de l’hiver) mort dans un paysage apocalyptique. Le président américain accorde alors une grâce à Rogers pour ses actions durant les évènements de Civil War et le nomme à la tête du SHIELD.

### Heroic Age, la fin duDark Reign
Bel et bien vivant, et de retour à la suite de l'histoire « Captain America: Reborn (en) », Steve Rogers participe à Siège (la fin de l'évènement Dark Reign) où, avec plusieurs autres héros, il met fin aux agissements de Norman Osborn et ses Dark Avengers qui s'en prenaient à Asgard. Il y participe avec son costume de Captain America, mais avoue qu'il préfère que ce soit Bucky qui continue seul à assumer cette identité.
Les héros ont fort à faire avec un Sentry incontrôlable et possédé par un certain « Ange de la Mort ». À la suite de cela, Rogers cède son titre de héros à Bucky et entame avec le reste de l'univers Marvel l'évènement Heroic Age. Il devient le nouveau directeur du SHIELD et reforme plusieurs groupes de Vengeurs (Avengers). Il prend ensuite la direction du groupe les Vengeurs secrets (Secret Avengers), composés du Fauve, de la Veuve noire, de Nova (Richard Rider) ainsi que de War Machine. Ce groupe travaille dans la clandestinité à juguler les menaces avant qu'elles n'apparaissent, notamment en tâchant de récupérer des artefacts[pas clair].
Rogers opère avec un tout nouveau costume, tout en restant quand même le symbole de l'Amérique avec son étoile, mais n'utilise plus le nom de Captain America. Il garde juste le surnom de « Super-Soldat ».

### Fear Itself, le retour de Steve Rogers
À la suite des évènements du crossover Fear Itself, durant lequel Bucky Barnes est laissé pour mort (en réalité il refera surface quelque temps plus tard avec son identité de Soldat de l'hiver), Steve Rogers reprend l'identité, le costume et le bouclier Captain America.

### Le nouveau Captain America
Le 16 juillet 2014, Joe Quesada de Marvel Comics annonce que Steve Rogers, affaibli par l'âge, laisse le costume de Captain America à son ancien allié, Sam Wilson, alias Le Faucon, tout en restant à ses côtés en tant que conseiller technique et stratégique. Dans Sam Wilson, Captain America #21, Sam abandonne finalement le costume.

### Secret Empire
En 2017, au début de l'arc narratif Secret Empire (en), un clone de Crâne rouge s'empare du Cube cosmique et façonne à sa guise la trame historique, de manière à transformer Steve Rogers en membre de l'HYDRA depuis la Seconde Guerre mondiale. Les événements se produisent à l'identique dans cet univers altéré, puisque Rogers devient le directeur du SHIELD, à cette différence près qu'il attend le moment opportun pour prendre le contrôle des États-Unis d'Amérique en tant que chef d'HYDRA. Le pays devient une dictature et Steve Rogers instaure un culte de la personnalité à son profit. Un contingent de super-héros possédant l'un des fragments du cube a affronté le fasciste Captain America, qui détenait le pouvoir de la quasi-totalité du Cube Cosmique. Le soldat de l'hiver a pénétré dans le paysage mental du cube, ce qui a conduit à ramener dans le monde réel le Steve Rogers original. Une bataille ardue s'ensuivit, au cours de laquelle le vrai Captain America vainquit son infâme homologue.

### Crise d'identité
Peu de temps après son retour, Steve a entrepris un voyage à travers le pays pour renouer avec les gens et restaurer sa réputation. Pendant ce temps, dans le vide créé par la chute d'Hydra, un nouveau groupe appelé Power Elite a commencé à accumuler de l'influence. Après que Steve ait terminé son voyage, il est devenu la proie des manipulations du groupe et a été accusé du meurtre de Thaddeus Ross.
Steve s'est rendu et a été emprisonné au Myrmidon jusqu'à ce que les Filles de la Liberté l'évacuent. Après l'évasion, il a décidé qu'avec le costume de Captain America terni, il était temps de le laisser mourir. Récupérant son ancien bouclier d'énergie et le costume qu'il portait en tant que commandant du S.H.I.E.L.D., Steve a décidé de continuer le combat sous son vrai nom. Il a travaillé avec les Filles de la Liberté pour enquêter sur le Fléau, qui avait tué des flics du NYPD et tenté de tuer le maire Wilson Fisk. Après avoir découvert l'identité du Fléau en tant qu'Anthony Diaz, avec l'aide du NYPD, Steve l'a retrouvé dans une cabane, où Diaz s'est suicidé. Ces événements ont restauré la réputation de Steve aux yeux du NYPD. Par la suite, il apprit que la chef des Filles de la Liberté était une Peggy Carter ressuscitée et qu'une partie de l'âme de Sharon Carter avait été volée.

## Pouvoirs, capacités et équipement

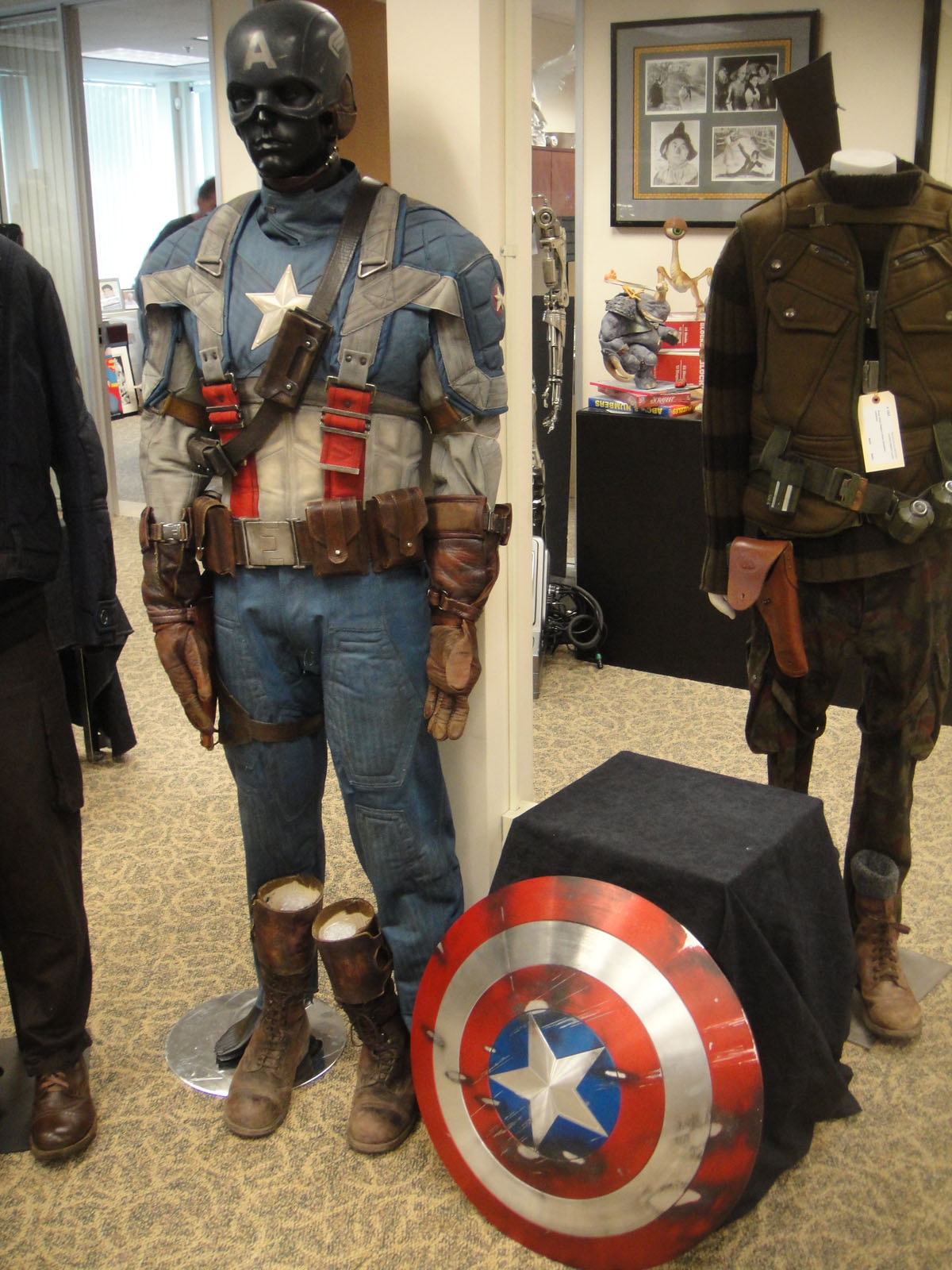
Costume de Captain America dans Captain America: First Avenger (2011).

### Pouvoirs
Steve Rogers n'a pas de pouvoirs surhumains mais, grâce au Sérum du Super-Soldat (S.S.S) et au traitement « Vita-rayon » combiné à un programme d’entraînement physique intensif, il est transformé : sa force, son endurance, son agilité, sa vitesse, ses réflexes, sa durabilité, ses aptitudes cognitives et ses capacités de guérison sont au zénith du potentiel physique humain, faisant de lui, sur le plan strictement physiologique, un être quasi parfait. Le professeur Reinstein a décrit lui-même ce potentiel comme étant « la prochaine étape de l'évolution humaine ». Par ailleurs, le métabolisme de Rogers régénérant régulièrement le sérum du super-soldat, celui-ci ne disparaît pas de son corps.
Les facultés physiques de Captain America surpassent de beaucoup celles de n'importe quel athlète de niveau olympique ayant jamais existé ou à venir :
- il est capable de soulever 362,8 kg (800 livres) au développé épaules et a déjà fait des essais en soulevant 544 kg au développé couché[76] ;
- sa vitesse est telle qu'il est capable de courir à plus de 48 km/h[24] et a déjà parcouru sous la contrainte un mile (1,609 km) en 73 secondes, soit une vitesse de 79,347 km/h[77] (donc, au sommet de sa forme, Captain America finirait un 100 mètres en à peu près 4,53 secondes, soit deux fois plus vite qu'Usain Bolt, le détenteur du record du monde du 100 m en 9,58 secondes) ;
- ses réflexes sont extraordinaires et presque de nature surhumaine, son temps de réaction étant 10 fois inférieur[n 8] à celui d'un être humain normal[24]. Grâce à cela, il est capable d'éviter les tirs de projectiles simultanés, même à bout portant ;
- son agilité est également incroyable au vu de sa masse musculaire et, combinées, ces facultés lui permettent de franchir de grandes distances en longueur et de sauter jusqu'à 6 mètres de hauteur sans élan ;
- ses cinq sens ont également été accrus au plus haut niveau humain possible ; il a déjà expliqué que s'il pouvait éviter les balles, c'est parce qu'il pouvait voir plus vite qu'elles.

Le sérum du super-soldat éliminant l'excès d'acide lactique produit par la fatigue au niveau de ses muscles, Captain America possède une endurance phénoménale et peut se battre des heures durant à plein régime sans avoir à se reposer. Une autre conséquence de l'introduction du sérum dans son corps est sa résistance extraordinaire. Ses os et ses muscles sont beaucoup plus denses que ceux d'un être humain normal ; il peut ainsi subir des blessures ou des contusions qui tueraient un homme ordinaire. Il peut chuter de plusieurs étages et atterrir sans dommage apparent ; il saute d'ailleurs souvent sans parachute. Il peut même résister à des coups donnés par des êtres ayant une force surhumaine.
Sa vitesse de guérison est fantastique et, depuis qu'il a reçu le sérum du super-soldat, Captain America n'a jamais été malade, résistant à toutes les maladies connues jusqu'ici. Il ne peut être intoxiqué, ni empoisonné et est totalement imperméable à l'alcool. Il est très résistant à l'hypnose ou aux gaz qui pourraient limiter son attention. Le S.S.S. est tellement efficace que son vieillissement est très ralenti[réf. nécessaire]. Ces capacités d'endurance, de guérison et de résistance physique ne sont pas sans rappeler celles de Wolverine ; toutefois, les facultés du mutant aux griffes d'adamantium sont plus élevées, notamment son facteur guérisseur qui relève du surhumain.
Enfin, le S.S.S a augmenté considérablement ses facultés cognitives : Captain America n'oublie jamais rien et peut se rappeler tout ce qu'il a vu dans sa vie, sans effort. Son cerveau analyse les données extrêmement rapidement et il est capable de trouver une solution à un problème quelconque en un temps record, ce qui explique en grande partie son sens de la stratégie très affiné[réf. nécessaire].
Si le Sérum du Super Soldat a fait de Steve Rogers un homme parfait, ses facultés paraissent quand même surhumaines. Pourtant, ceci s'explique simplement : aucun athlète, aussi performant soit-il, ne pourrait combiner en même temps, et à un tel niveau de perfection, la force, la vitesse, l'agilité, etc. L'homme le plus puissant du monde ne peut être dans le même temps le plus rapide du monde, à cause de sa masse. Le S.S.S permet à Captain America d'outrepasser les limitations des performances humaines en combinant le summum de toutes les performances physiques en une seule personne. C'est en cela que Steve Rogers est l'homme du futur, le prochain saut dans l'évolution, et comme a dit le professeur Reinstein, « un homme comme le monde n'en a jamais connu ».
Bien que le Sérum du Super-Soldat constitue une partie importante de sa force, Rogers s'est toujours montré vaillant contre des adversaires plus forts que lui-même lorsque le sérum fut désactivé, le faisant revenir à son physique pré-Captain America.
Dans l'univers Ultimate (Terre-1610), on peut voir un Captain America évoluer physiquement de façon impressionnante, ses facultés devenant réellement surhumaines et pouvant alors soulever environ 3 tonnes.

### Capacités
Du fait de sa formation militaire et de son expérience au combat, Steve Rogers est un expert en stratégie de combat, stratégie militaire, survie, acrobatie, parkour, pilotage et en démolition. C'est un expert tacticien et un excellent commandant sur le terrain, ses coéquipiers exécutant fréquemment et sans discuter ses ordres dans la bataille. Thor a ainsi déclaré que Rogers est l'un des rares êtres humains qu'il accepterait de suivre « à travers les portes d'Hadès ».
Il parle couramment le russe et l’allemand (en plus de sa langue natale anglaise) et peut-être même d’autres langues. Par ailleurs, il possède de vastes connaissances militaires concernant les États-Unis, et il a souvent été démontré qu'il est au courant des opérations classifiées du département de la Défense américain. Malgré sa notoriété en tant que l'un des super-héros les plus connus et les plus reconnaissables au monde, il possède une vaste compréhension de la communauté de l'espionnage, principalement grâce à sa relation continue avec le SHIELD.
Captain America est également un combattant expert, maîtrisant de nombreuses formes d’arts martiaux qu'il a combinés dans son propre style inimitable, notamment la boxe occidentale, le judo, le karaté, le ju-jitsu et le kick-boxing, tout en faisant pleinement usage de ses talents en gymnastique. Il est d'ailleurs souvent considéré par les autres combattants de l'univers Marvel comme l'un des meilleurs combattants au corps à corps de cet univers de fiction, seulement limité par son physique humain,. En outre, il est aussi réputé pour avoir entrainé au combat nombre de super-héros ou d'individus de cet univers (comme Bucky, Samuel Wilson alias le Faucon, Nick Fury et bien d'autres).
Les années de pratique avec son bouclier quasi-indestructible lui permettent de viser et de le lancer avec une précision presque infaillible. Son habileté avec son bouclier est telle qu'il peut attaquer plusieurs cibles successives d'un seul coup (avec des ricochets sur plusieurs cibles les unes après les autres) ou même provoquer un retour en boomerang, lançant son bouclier pour attaquer un ennemi par derrière (avec des rebonds sur les murs ou sur le sol par exemple). Captain America est devenu un expert dans le lancer de son bouclier, mais sait également manier un nombre impressionnant d'armes avec la même dextérité, même si le bouclier reste son arme favorite.

### Équipement

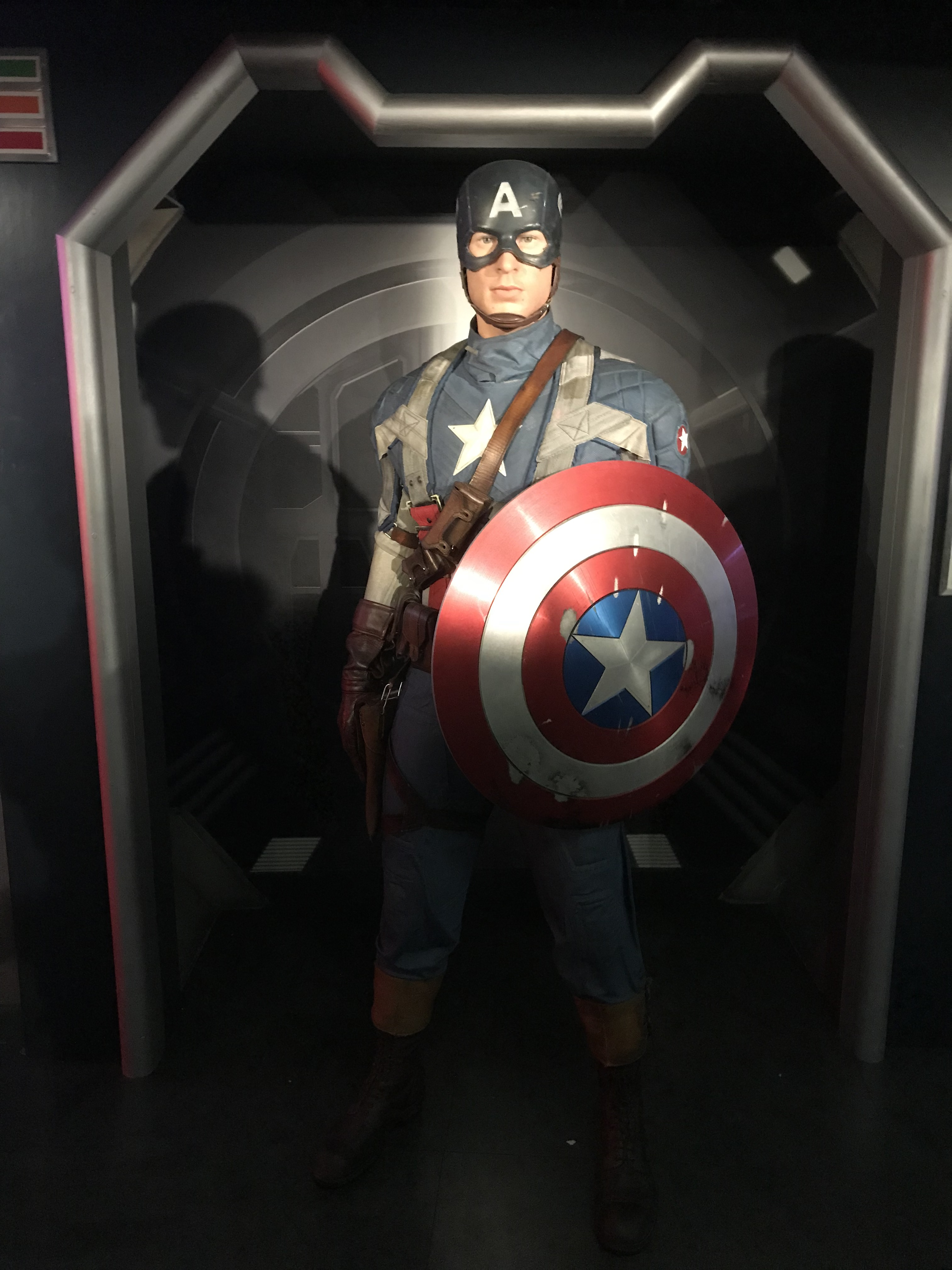
Statue de cire de Captain America exposée au musée Madame Tussauds de Londres.

#### Costume
Le costume de Captain America est constitué d'un matériau ignifugé et il porte sous son uniforme une légère cotte de mailles pare-balles en duralumin, pour une protection accrue. À l'origine, le masque de Rogers était un heaume, une pièce séparée du reste de l'armure, mais lors d'un engagement précoce il fut délogé, exposant ainsi presque son identité, Rogers manquant d’être démasqué devant des journalistes. Pour éviter une répétition de cette situation, Rogers a modifié le masque en le connectant à son uniforme, avec comme avantage supplémentaire qu'il étend son armure pour couvrir son cou, auparavant exposé.

#### Bouclier
Captain America a utilisé plusieurs boucliers tout au long de son histoire, le plus répandu étant un bouclier (en) presque indestructible en forme de disque, concave, d'un diamètre d'environ 76 cm (2,5 pieds) et d'un poids d'à-peu-près 5 kg,.
Le bouclier est composé d’un alliage expérimental unique de vibranium et de fer ou d'acier,. Il absorbe la plupart des types d’impacts, le rendant résistant à la pénétration, aux températures extrêmes, aux radiations ou à n’importe quelle autre forme d’énergie terrestre. Hormis grâce à une altération de sa structure moléculaire, seul un pouvoir divin ou cosmique s’est révélé capable d’affecter la structure du bouclier.
Le bouclier a été conçu par le métallurgiste Myron MacLain (en), engagé dans les comics par le gouvernement américain par ordre du président Franklin Delano Roosevelt pour créer une substance impénétrable à utiliser pour les chars d'assaut pendant la Seconde Guerre mondiale. Cet alliage a été créé par accident mais jamais reproduit de façon industrielle (bien qu'il existe toutefois des mines de vibranium à l'état naturel au Wakanda). Cependant, des efforts de rétro-ingénierie conduiront à la découverte de l'adamantium,,.
Très aérodynamique, le bouclier pénètre dans l’air en offrant une faible résistance au vent et ne subit qu'une déviation minime de sa trajectoire. Il peut être utilisé soit pour attaquer, soit pour bloquer ou comme une arme offensive improvisée capable de couper à travers le métal avec une relative facilité. Le bouclier peut être lancé, y compris en ricochant sur de multiples surfaces, et retourne dans la main de Captain America tel un boomerang. Ce bouclier lui sert autant d'arme défensive qu'offensive, pouvant rebondir sur les surfaces avec une déviation minime et une perte de vitesse angulaire (vitesse de rotation) quasi nulle.
Lorsqu'il est sans son bouclier habituel, Captain America utilise parfois d'autres boucliers à partir de métaux moins durables tels que l'acier et, après avoir renoncé à son bouclier régulier pour Barnes, il utilisa un bouclier d'énergie photonique conçu pour imiter une matrice de vibranium.
Durant l'évènement Fear Itself, le bouclier a été brisé par le dieu asgardien Serpent (en). Il fut reforgé par les Nains de Svartalfheim qui lui infusèrent de l’uru, le métal mystique issu du royaume d'Asgard, le rendant encore plus solide qu’auparavant, même si une fêlure est désormais visible à sa surface, que Rogers décida de conserver pour lui donner un caractère,.
Peu de temps après la réanimation de Captain America par les Vengeurs dans les années 1960, Tony Stark (Iron Man) améliora le bouclier avec des transistors miniatures et un système magnétique, ce qui permettait au Captain d’utiliser efficacement son bouclier quand ses mains étaient attachées, de forcer les serrures magnétiques et d’accomplir d’autres fonctions. Cependant, Rogers renonça rapidement à ces perfectionnements, affirmant qu’ils modifiaient trop l’équilibre du bouclier lors du lancer.

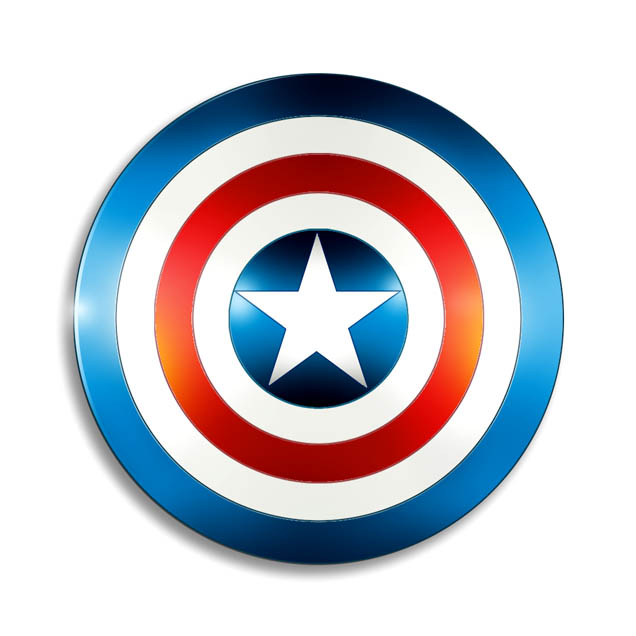
Bouclier alternatif de Captain America (1941-1949).
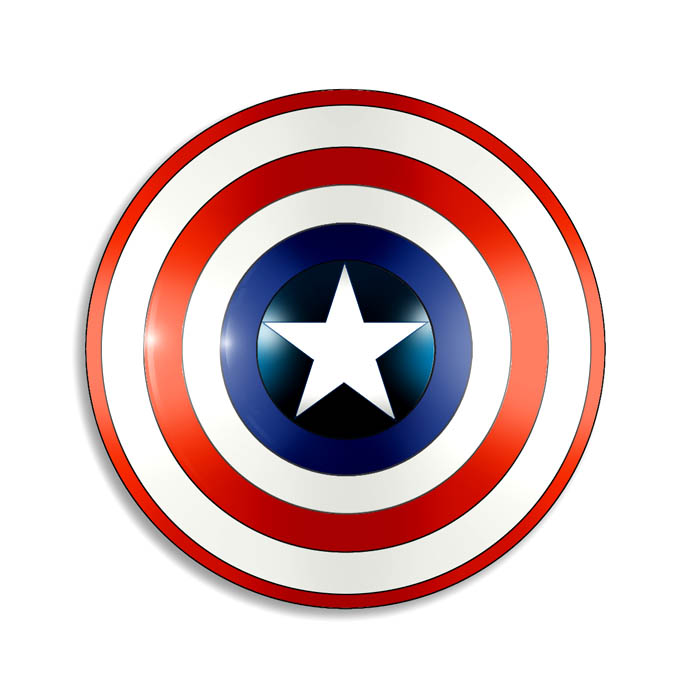
Bouclier alternatif de Captain America (1954)[93].
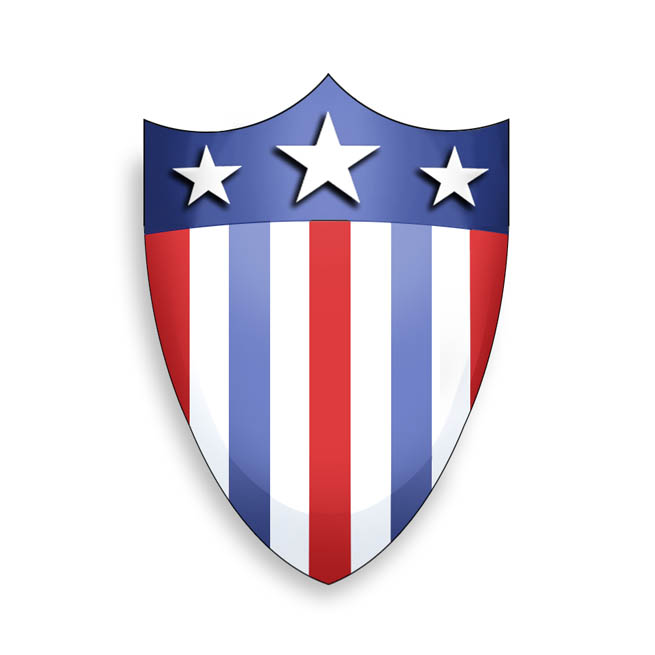
Bouclier « Retcon » (1969)[94].
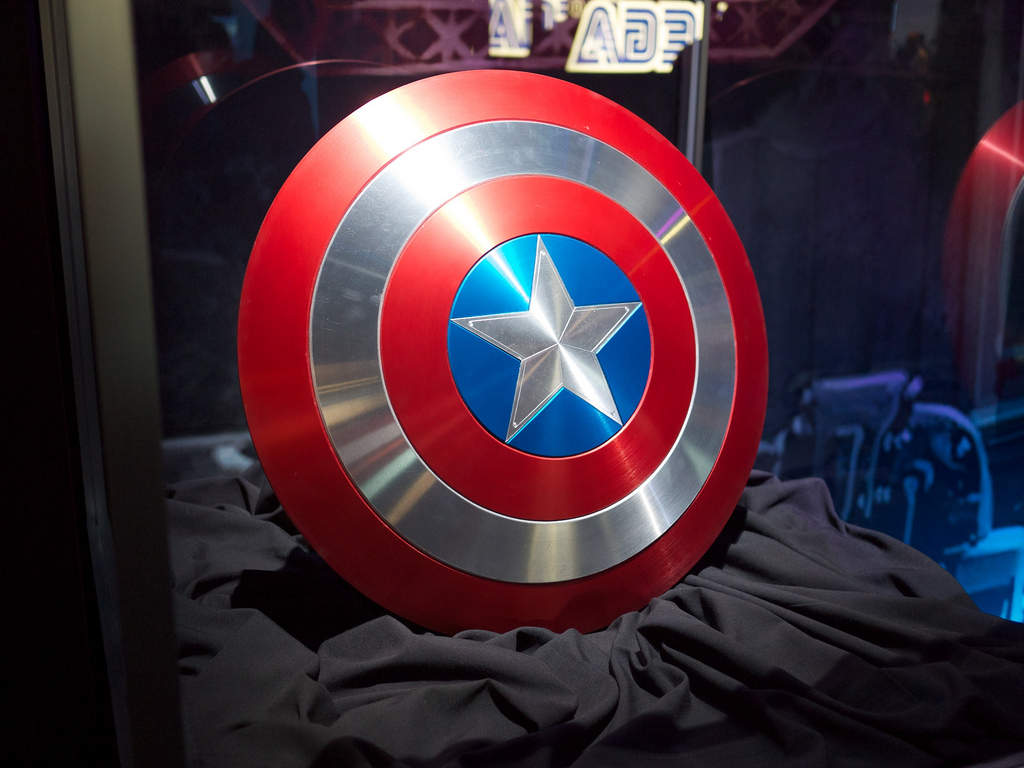
Le bouclier utilisé dans le film Captain America: First Avenger (2011).

#### Autre

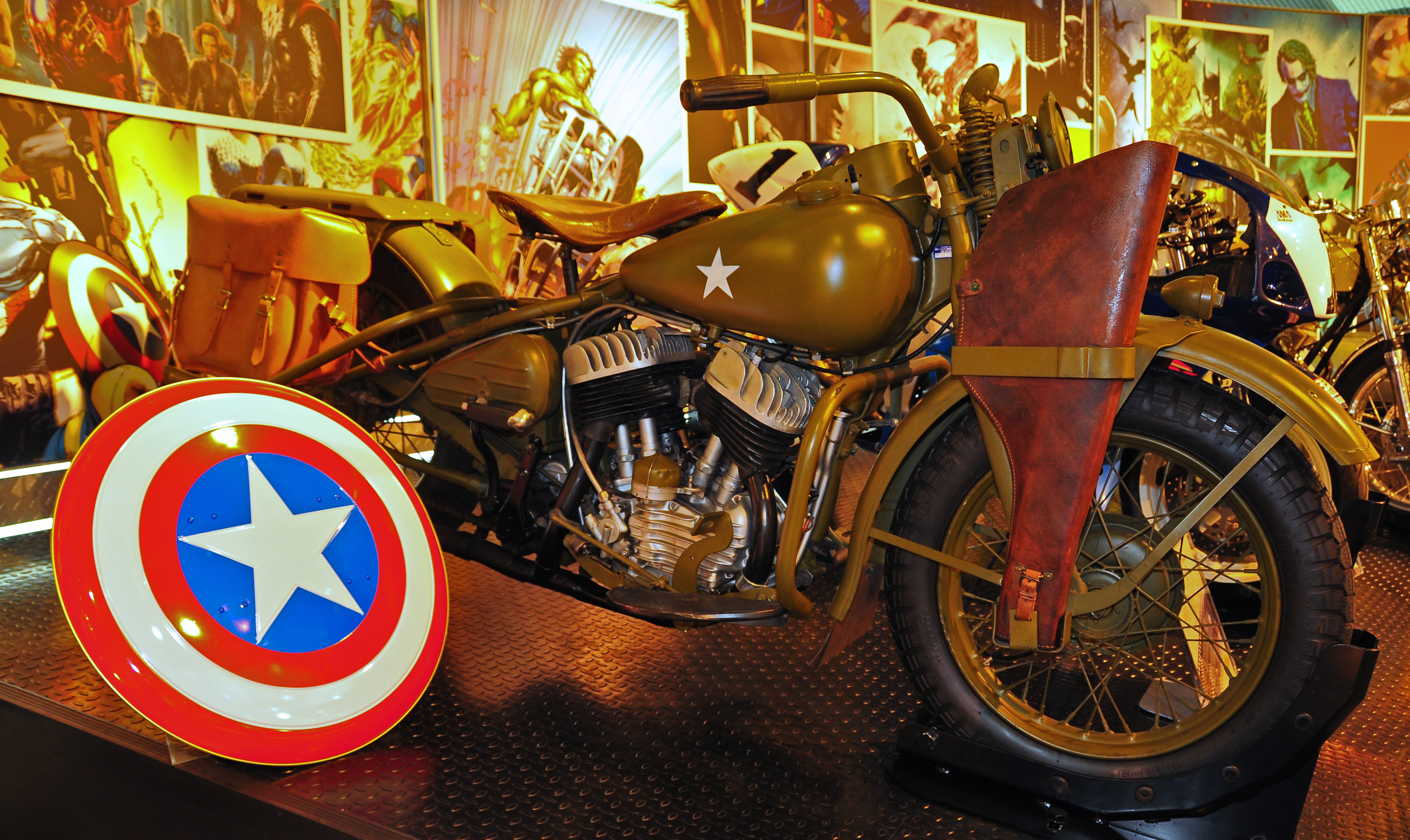
Motocyclette Harley-Davidson de Captain America (version années 1940).

En tant que membre des Vengeurs, Steve Rogers possède une carte d'identité prioritaire des Vengeurs, qui lui sert également de dispositif de communication.
Lorsqu’il agit en solitaire, il utilise fréquemment une moto Harley-Davidson pour se déplacer. Dans les années 1970, le SHIELD lui avait fait cadeau d'une version modifiée spécialement pour lui, capable de faire un trajet de 550 km avec un plein.
Il possède aussi un van Chevrolet modifié et personnalisé, élaboré par la division de design du Wakanda de la Panthère noire. La camionnette contient une interface informatique et est équipée d'un revêtement de plusieurs couches de cristaux alignés, ce qui donne au véhicule la capacité de changer de couleur à des fins de déguisement ou de surveillance (devenant rouge, blanc ou bleu), et est apte à stocker et à cacher la moto personnalisée du Captain dans sa partie arrière, avec un cadre qui permet à Rogers de s'élancer à partir du véhicule.
Il utilise aussi un véhicule aérien individuel (aérocycle) lorsque le besoin s’en fait sentir, ainsi qu’un avion Quinjet (en) des Vengeurs fait spécialement pour lui et surnommé « Freedom’s Flight » (« l'élan de la Liberté »).
Captain America a également utilisé de temps en temps plusieurs autres formes de technologie fournies par les Vengeurs, le SHIELD et différentes sources mais, habituellement, il préfère se reposer avant tout sur son bouclier et ses propres capacités.

## Engagement et valeurs
Ce qui explique le succès de Captain America n'est pas tant l'originalité de son costume ou de ses pouvoirs, mais plutôt son engagement dans la Seconde Guerre mondiale. En effet, le Captain n'est pas qu'un super-héros, c'est aussi un « super-soldat », amoureux fou des valeurs américaines de l'époque et en lutte à mort contre ses ennemis nazis. Il est d'ailleurs à noter qu'il est entré — fictivement — dans le conflit un an avant que les États-Unis ne le fassent réellement.
Combattant les nazis et les Japonais, Captain America a été consciemment créé comme une figure de propagande nationaliste. Si Namor et Human Torch combattent également la « peste brune » (et même croisent souvent le Captain), seul le super-soldat, auquel les hommes peuvent plus facilement s'identifier, eut un réel succès populaire et durable. Dans les années 1950, Captain America est ressuscité pour combattre l'ennemi de l'Amérique d'alors : les communistes. Cependant, les lecteurs n'adhèrent pas à ce message simpliste et les ventes sont trop faibles pour que le comics continue. En 1955, Captain America disparaît totalement pour revenir au début des années 1960.
Captain America est le symbole de l'Amérique invincible : ses couleurs rappellent le drapeau des États-Unis et son bouclier pourrait symboliser les États-Unis défenseurs du monde, se faisant le porte-étendard de sa nation et du monde libre,. De plus, le Captain est réputé pour sa droiture et son intégrité sans faille, l'ayant prouvé a de nombreuses reprises, comme lors de l'épisode de l'arrestation du mutant Magnéto pour des actes de terrorisme. De même, bien qu'il n'ait pas une force surhumaine, Captain America est l'un des rares êtres mortels qui a été jugé assez digne pour manier Mjolnir, le marteau de Thor.
En complément de ses talents de combattant et de leader, Captain America a souvent montré qu'il était animé d'un courage indomptable, d'une ténacité et qu'il possédait un charisme personnel qui s'ajoute à sa droiture sans faille. Physiquement, bien qu'étant encore dans sa trentaine, il dégage une autorité naturelle qui force le respect. Avec seulement quelques mots, il a inspiré des régiments entiers et des conquérants, des créatures extra-terrestres, voire des dieux ont été impressionnés par la noblesse innée dont il a fait preuve.

## Entourage

### Alliés
Dans ses aventures des années 1940, Captain America est accompagné de James Barnes, dit « Bucky », son jeune comparse, un acrobate dépourvu de pouvoirs, mais entrainé au combat par Captain America. Lors du retour du Captain dans les années 1960, il est révélé que Bucky a été tué, mais celui-ci refera surface secrètement, sous l'identité du Soldat de l'hiver. Après la disparition de Bucky, Rogers a fait brièvement équipe avec Rick Jones.
Captain America a aussi eu pour allié le Faucon, qui fut le premier super-héros afro-américain apparu dans un comics grand public.

### Ennemis
Captain America a fait face à de nombreux ennemis en plus de 70 ans d'aventures publiées. Beaucoup de ses ennemis récurrents incarnent des idéaux contraires aux valeurs américaines, face auxquelles le Captain s'efforce de lutter, croyant toujours dans les valeurs de son pays.
Quelques exemples de ces valeurs opposées sont le nazisme (Crâne rouge, Baron Zemo), le néo-nazisme (Crossbones, Docteur Faustus), le fascisme technocratique (A.I.M, Arnim Zola), le communisme (Aleksander Lukin), l'anarchisme (Flag-Smasher), et le terrorisme international et intérieur (HYDRA).
Voici une liste de ses principaux ennemis (liste non exhaustive) :
- A.I.M
- Arnim Zola
- Baron Zemo
- Batroc et la Batroc Brigade
- Crâne rouge (Red Skull)
- Crossbones
- Docteur Faustus
- Electro
- HYDRA et ses chefs : le Baron Strucker, Madame Hydra
- Kang le conquérant
- La Société du serpent, (Serpent Society)
- L'Empire secret (The Secret Empire)
- l'Escouade des serpents
- Mister Hyde
- MODOK
- Vipère

Pour une liste complète, voir l'article List of Captain America enemies (en)

## Versions alternatives

### Ultimate Captain America
Une nouvelle série, les Ultimates, met en scène une version modernisée des Vengeurs dans l'univers Ultimate Marvel.
La série revient sur les origines de Captain America pour donner naissance à un nouveau Captain qui se réveille dans un monde du début du XXIe siècle, donnant ainsi un nouveau regard sur les paradoxes de son personnage : un soldat fidèle à une armée qui utilise des moyens peu recommandables, dans un monde bien plus complexe que celui qu'il a connu.

### Old Man Logan
Dans cet univers parallèle, les super-héros ont presque tous été massacrés par une coalition de super-vilains menés par Crâne rouge, qui devient maître des États-Unis. Captain America n'y échappe pas (il est même l'une des premières cibles) et agonise sous les railleries de son vieil ennemi, qui l'achève à mains nues.
Cinquante ans plus tard, Crâne rouge a dans sa salle des trophées, exposés bien en évidence, le bouclier et le costume du Captain (qu'il se plaît à porter, soulignant ainsi sa victoire).

### Agent de l'HYDRA
Dans le premier numéro Captain America : Steve Rogers (2016), il est révélé que Captain America est en réalité un agent dormant de l'HYDRA. Nick Spencer, le scénariste de ce nouveau comics, a souligné qu'il ne s'agit pas d'un simple révélation sans conséquences. Il s'agit du véritable Captain America, qui se révèle être (et avoir toujours été selon lui) un agent double travaillant pour l'HYDRA.

## Apparitions dans d'autres médias
Sauf indication contraire, les informations mentionnées dans cette section peuvent être confirmées par la base de données cinématographiques IMDb,  présente dans la section « Liens externes ».

### Filmographie

#### Cinéma
- 1944 : Dick Purcell le joue dans Captain America, serial en 15 chapitres réalisé par Elmer Clifton et John English.

- 1990 :  Matt Salinger le joue dans  Captain America, réalisé par Albert Pyun. Captain America est confronté à son « homologue » du côté nazi : Crâne rouge, qui a lui aussi reçu le Sérum du Super-Soldat dans les années 1930. Dans ce film, Captain America n'est pas retrouvé en Arctique par les Vengeurs mais par une simple expédition scientifique. Réalisé en 1989, le film n'est sorti que deux ans plus tard.
- 2006 : Justin Gross dans Ultimate Avengers et Ultimate Avengers 2.

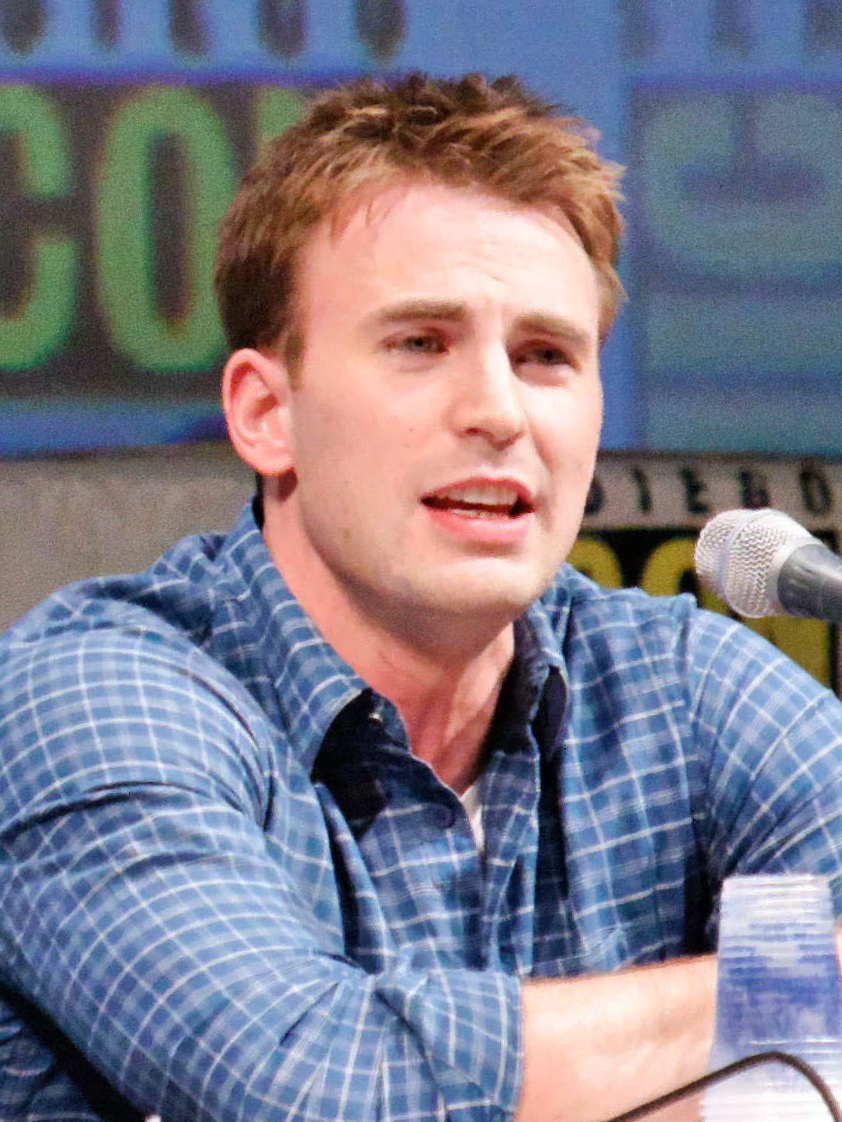
Chris Evans lors de la Comic-Con 2010 pour la présentation du film Captain America: First Avenger.

Chris Evans intreprète Steve Rogers, le premier Captain America de l'univers cinématographique Marvel.
Dans la trilogie Captain America :
- 2011 : Captain America: First Avenger, réalisé par Joe Johnston. Steve Rogers veut s'engager dans l'armée mais c'est impossible à cause de sa condition physique. Pourtant le Dr Abraham Erskine le choisit pour être le premier Super-soldat pour son courage et sa détermination. Il combat Crâne Rouge, le chef de HYDRA. Pour sauver New-York, il n'a d'autres choix que d'immerger l'avion dans la glace. Steve sera retrouvé par le SHIELD 70 ans plus tard.
- 2014 : Captain America : Le Soldat de l'hiver réalisé par Anthony et Joe Russo[101]. Steve continue de s'adapter dans le monde d'aujourd'hui. Il travaille maintenant pour le SHIELD. Il est confronté au soldat de l'hiver qui a assassiné Nick Fury. Black Widow et lui apprennent que le SHIELD a été infiltré par HYDRA jusqu'au plus haut niveau et cela depuis la fin de la seconde guerre mondiale. Tous deux peuvent compter sur l'aide de leur nouvel ami Sam Wilson (Anthony Mackie), qui sera le futur Captain America (voir plus bas).
- 2016 : Captain America: Civil War réalisé par Anthony et Joe Russo[101]. Steve Rogers dirige la nouvelle équipe des  Avengers, lancée sur les traces de Crossbones. Durant leur mission, les Avengers font exploser accidentellement un immeuble. En réaction, le nouveau Secrétaire d’État des États-Unis, Thunderbolt Ross, propose à l'équipe de signer les Accords de Sokovie visant à encadrer les activités des super-héros. Appuyé par plusieurs Avengers, Captain America décide de ne pas signer ces accords. Il entre alors en conflit avec Iron Man, lui-même secondé par sa propre équipe. A la fin du film, Steve rend le bouclier à Tony et devient "Nomads".

Dans la tétralogie Avengers :
- 2012 : Avengers, réalisé par Joss Whedon. Captain America devient membre d'un nouveau groupe de super-héros, les Avengers, aux côtés de Iron Man, Hulk, Black Widow, Hawkeye et Thor. Mais ce n'est pas facile de s'accorder avec d'autres super-héros ;
- 2015 : Avengers : L'Ère d'Ultron réalisé par Joss Whedon. En mission pour récupérer le Sceptre de Loki en Sokovie des mains d'HYDRA, Captain America réussit à arrêter le Baron Strucker. Puis lorsqu'Ultron apparaît pour la première fois, Rogers va participer à chaque combat pour l'arrêter ;
- 2018 : Avengers: Infinity War réalisé par Anthony et Joe Russo : Désormais recherché par le gouvernement, Steve Rogers (désormais "Nomads") continue son combat dans l'ombre avec Black Widow et Falcon. Les enfants de Thanos s'attaquent à Vision et à Wanda Maximoff qui veulent la pierre de l'esprit sur le front de Vision, Steve redevient Captain America et arrive à temps pour les sauver. Ils vont au Wakanda pour demander l'aide de Black Panther pour enlever la pierre de l'esprit et la détruire. Malgré tous leurs efforts, Thanos parvient à s'emparer de la pierre.
- 2019 : Avengers: Endgame réalisé par Anthony et Joe Russo : Captain America fait partie, comme les cinq autres Avengers originaux, des survivants du claquement de doigts de Thanos qui a pulvérisé la moitié des êtres vivants de l'univers.

Il fait partie du groupe qui retrouve le Titan Fou et assiste à sa mort de la main de Thor. Cinq ans plus tard, les Avengers trouvent une solution pour annuler l'action dévastatrice de Thanos : voyager dans le passé à travers l'univers quantique. Avec Iron Man, Hulk et Ant-Man, il se rend en 2012 durant la bataille de New-York, il doit se battre contre la version de lui-même en 2012 puis récupère le sceptre de Loki qui contient la pierre de l'esprit, mais ce dernier disparait avec le Tesseract et la pierre de l'espace. Rogers et Stark voyagent alors jusqu'en 1970 où il aperçoit Peggy Carter, l'amour de sa vie et ils reviennent dans le présent avec le Tesseract. Il participe à la bataille contre Thanos et son armée se montre capable d'utiliser Mjöllnir, le marteau de Thor. Une fois la victoire acquise, il repart dans le passé, pour remettre les pierres d'infinité dans leurs flux temporels, mais il ne revient pas au bout des cinq secondes prévues, ayant décidé une fois sa tâche accomplie de retourner en 1945 et de vivre sa vie avec Peggy Carter. Il réapparaît en vieillard et confie son bouclier à Sam Wilson pour qu'il poursuive l'œuvre de Captain America.
Apparitions dans les autres films :
- 2013 : Thor : Le Monde des ténèbres, réalisé par Alan Taylor. Lors de son évasion avec son frère Thor, Loki se transforme brièvement en Captain America ;
- 2015 : Ant-Man réalisé par Peyton Reed. Il apparaît dans la scène post-générique aux côtés de Faucon ;
- 2017 : Spider-Man: Homecoming réalisé par Jon Watts. Il fait deux caméos : dans une vidéo éducative pendant le film et dans une scène post-générique ;
- 2019 : Captain Marvel réalisé par Anna Boden et Ryan Fleck. Il apparaît dans une scène post-générique aux côtés de Black widow, Bruce Banner et War Machine.

Interprété par Anthony Mackie dans l'univers cinématographique Marvel (depuis 2021, voir Sam Wilson/Faucon)
Après la mort de Steve Rodgers, c'est Sam Wilson, interprété par Anthony Mackie, qui reprend la panoplie de Captain America. De ce fait, tous les films entre 2014 et 2021 dans lesquels il officiait en tant que « Faucon » avant qu'il n'obtienne le titre de Captain America ne sont pas cités ici.
Dans la saga Captain America :
- 2025 : Captain America: Brave New World réalisé par Julius Onah.

### Télévision
En 1966, le personnage de Captain America apparaît dans la série d'animation The Marvel Super-Heroes (65 épisodes dont 13 sur Captain America) produite par Grantray-Lawrence Animation et diffusé en syndication. La durée de chaque épisode était de 7 minutes
En 1979, Reb Brown joue son rôle dans les téléfilms Captain America et Captain America 2.
En 1997, il apparaît dans 6 épisodes de Spider-Man, l'homme-araignée.
En 1999, il apparaît dans un épisode de la série d'animation Avengers (Avengers: United They Stand).
En 2001, il apparaît dans l'épisode 14, saison 2 de X-men: Evolution, comme le « projet Renaissance » et le compagnon d'armes de Wolverine pendant la Seconde Guerre mondiale, particulièrement pendant la libération du camp de prisonniers qui détenait Magnéto enfant.
Entre 2009 et 2011, il est présent dans 29 épisodes de The Super Hero Squad Show. Dès 2010, il est dans Avengers : L'Équipe des super-héros. Depuis 2012, il a été dans 8 épisodes de Ultimate Spider-Man.
Depuis 2013, il est l'un des personnages principaux de Avengers Rassemblement. En 2014, il apparaît dans quelques épisodes de Hulk et les Agents du S.M.A.S.H.. On peut aussi le voir dans la série en prises de vue réelles Agent Carter.
En 2014, il apparaît dans l'anime Marvel Disk Wars: The Avengers.
En 2017, il apparaît dans l'anime Marvel Future Avengers.
En 2021, la série Falcon et le Soldat de l'Hiver s'achève sur l'inscription « Captain America et le Soldat de l'Hiver ». En effet, après de nombreuses péripéties, et le questionnement lancinant sur ce que cela implique pour un homme noir, Sam Wilson (le Faucon, interprété par Anthony Mackie), devient le nouveau Captain America. Marvel évoque à la suite de cette série un quatrième film Captain América scénarisé par Marcolm Spellman. Un autre acteur a interprété Captain America, Wyatt Russell, dont son véritable nom est John Walker, deviendra par la suite U.S. Agent, n'étant pas à la hauteur pour utiliser le bouclier de Captain.

### Jeux de société
Captain America apparaît dans plusieurs jeux de société : en 2007 dans le jeu de plateau de type Heroscape, nommé HeroScape Marvel, et en 2012 dans le jeu de cartes à collectionner Legendary: A Marvel Deck Building Game.

### Jeux vidéo
Captain America apparait dans la série de jeux vidéo de combat créée par Capcom, Marvel vs. Capcom.
Il apparait aussi dans les jeux Lego Marvel Super Heroes et Lego Marvel's Avengers sous la forme d'un personnage en lego ainsi que dans le jeu Marvel Tournoi des Champions sur smartphones ou tablettes.
Le 20 juin 2017, Disney dépose un brevet pour un effet spécial permettant au visiteur des parcs d'attraction Disneyland de lancer et récupérer un bouclier en réalité virtuelle comme Captain America.

### Sculpture
En 2017, l'artiste français Léo Caillard crée une sculpture du buste de Captain America, en résine et poudre de marbre, sur le modèle des bustes sculptés de l'antiquité classique dans le cadre d'une série de super-héros pour une opération baptisée Heroes in stone. Dévoilée une première fois au Louvre, cette série de bustes est intégrée à l'exposition « Age of Classics ! L'Antiquité dans la culture pop » en 2019 au Musée Saint-Raymond de Toulouse.
La muséographie expose ce buste ainsi que d'autres super héros de DC et Marvel Comics comme Superman, Batman, Wonder Woman, Iron Man ou Spider-Man entre autres (créés dans la même forme) à côté de celui de Marc-Aurèle cuirassé.[réf. souhaitée]